# ペイル・ファウンテンズ
ペイル・ファウンテンズ（The Pale Fountains）は、1980年にリヴァプールで結成されたイングランドのバンドで、メンバーはミック・ヘッド（ボーカリスト、ギタリスト）、クリス・マッカフリー（ベーシスト）、トーマス・ホイーラン（ドラマー）、トランペット奏者のアンディ・ダイアグラム（トランペット）。ダイアグラムは、ペイル・ファウンテンズ在籍中のほとんどの時期で、同時にディスロケーション・ダンスのメンバーも務めた。

## 略歴
ラヴ、バート・バカラック、ビートルズなど1960年代の音楽に触発されたグループ。1982年10月、クレプスキュールからデビュー・シングル「サムシング・オン・マイ・マインド」をリリース。その後メジャー・レーベルであるヴァージンと契約。1984年『パシフィック・ストリート』、翌年『フロム・アクロス・ザ・キッチン・テーブル』を発表した。後者は、後にライトニング・シーズで名声を得るイアン・ブロウディーによってプロデュースされた。この2枚のアルバムに対して批評家からの賞賛は得たが、商業的な躍進を遂げることには失敗している。彼らの唯一の全英シングルチャート・トップ50・シングルは「Thank You」で、1982年に48位に達した。
1987年、バンドは解散。ミック・ヘッドは弟のジョン・ヘッドとシャックを結成した。アンディ・ダイアグラムは解散前の1984年にすでに脱退しており、後にジェイムスに加入した。ベーシストで創設メンバーであるクリス・マッカフリーは、1989年に脳腫瘍のため亡くなった。
2007年11月、ヘッドは2回のライブのためにペイル・ファウンテンズを再結成すると発表した。1つは2008年2月2日にリヴァプールのカーリング・アカデミーで、もう1つは2008年2月3日にロンドンのシェパーズ・ブッシュ・エンパイアで行われた。このグループは、フランスと日本で特に人気がある。解散後に2枚のコンピレーション・アルバムが発表されている。『Longshot for Your Love』（1998年、Marina）と『Something on My Mind』（2013年、クレプスキュール）で、後者には1982年に録音されたライブのボーナスCDが付いている。

## メンバー
- ミック・ヘッド (Mick Head) - ボーカル、ギター (1981年–1987年)
- クリス・マッカフリー (Chris McCaffery) - ベース (1981年–1987年) ※1989年死去
- トーマス・ホイーラン (Thomas Whelan) - ドラム (1981年–1987年)
- アンディ・ダイアグラム (Andy Diagram) - トランペット (1982年–1984年)
- ジョン・ヘッド (John Head) - ギター (1984年–1987年)

## ディスコグラフィ

### スタジオ・アルバム
- 『パシフィック・ストリート』 - Pacific Street (1984年、Virgin) ※全英84位[6]
- 『フロム・アクロス・ザ・キッチン・テーブル』 - ...From Across the Kitchen Table (1985年、Virgin) ※全英94位[6]

### コンピレーション・アルバム
- Longshot for Your Love (1998年、Marina)
- Something on My Mind (2013年、Les Disques du Crépuscule)

### シングル
- 『サムシング・オン・マイ・マインド』 - "(There's Always) Something on My Mind" (1982年、Operation Twilight/Les Disques du Crepuscule)
- "Thank You" (1982年、Virgin) ※全英48位[6]
- "Palm of My Hand" (1983年、Virgin)
- "Unless" (1984年、Virgin)
- "Don't Let Your Love Start a War" (1984年、Virgin)
- "Jean's Not Happening" (1984年、Virgin)
- "...From Across the Kitchen Table" (1985年、Virgin)